# Chiesa dei Santi Lorenzo e Martino a Policiano
La chiesa dei Santi Lorenzo e Martino a Policiano è una chiesa di Arezzo che si trova in località Policiano.
All'interno della moderna chiesa parrocchiale intitolata ai Santi Martino e Lorenzo, consacrata nel 1956, sono conservate opere provenienti dalle due antiche chiese di Policiano, San Lorenzo e San Martino, entrambe di origine altomedievale. La prima è andata distrutta. Dalla seconda, molto rovinata, è giunto l'affresco con la Madonna del latte attribuito a Paolo di Stefano Badaloni detto Paolo Schiavo, seguace di Masolino.